# Flaga prowincji Lääne
Flaga prowincji Lääne – flaga estońskiej prowincji Lääne. Obowiązuje od 11 października 1996 r.
Flaga Lääne składa się z dwóch jednakowej szerokości poziomych pasów: górny pas jest biały, a dolny zielony. Na środku białego pasa umieszczony jest herb prowincji Lääne. Stosunek szerokości do długości flagi wynosi 7:11.